# Заимствованные слова в украинском языке
По происхождению слова́ делятся на собственно украинские и заимствованные из других языков.
Словарный состав языка постоянно пополняется как словами, создаваемыми на основе украинских словообразовательных средств, так и заимствованными из многих языков: греческого (філологія, музей, театр), латинского (клас, аудиторія, конституція), немецкого (бутерброд, солдат), английского (баскетбол, дизайн), французского (кашне, пюре, пальто), итальянского (соло, тріо, акорд) и других.
Сведения о заимствованных словах изложены в словарях иностранных слов. Одним из крупнейших является «Новий словник іншомовних слів» издательства «Арий» объёмом 40 000 слов и словосочетаний.

## История заимствований
Ряд наименований предметов и понятий — существительных, реже качеств — прилагательных и действий — глаголов ещё издавна переходили из одного языка в другой. Пути заимствования слов, естественно, не ограничиваются движением от языка к языку или даже от диалектов к диалектам. Точная характеристика их непременно предполагает учёт также и расслоения общества — тех социальных групп, которые усваивают или могут усваивать лексику от соответствующих же иноязычных социальных слоёв населения.
Значительную роль в путях заимствования играют случаи профессионального характера. Устно через польское посредничество в украинский язык, сначала в города и пригороды, а затем и в сёла, проникла определённая ремесленная терминология — номенклатура немецкого происхождения.
Заимствования из разных языков происходили в разное время. Многие заимствованные слова стали настолько привычными для носителей языка, что уже не ощущается их иноязычное происхождение (панчохи, цукор, кавун), другие даже не приобрели способности изменяться по законам украинской грамматики (меню, тріо, кашне).

## Украинские имена
Большинство современных украинских имён также являются заимствованными. Утратив своё первоначальное значение, из греческого языка пришли к и стали именами слова: Анатолій (восход солнца), Андрій (смелый, мужественный), Василь (царский), Зоя (жизнь), Галина (спокойствие), Катерина (чистая), Тетяна (устроительница, повелительница). Из латинского языка заимствованы имена: Валентин (сильный), Вікторія (победа), Марина (морская). От скандинавских народов пришли имена: Гліб (наследник бога), Ігор (защитник).

## Определение заимствованных слов

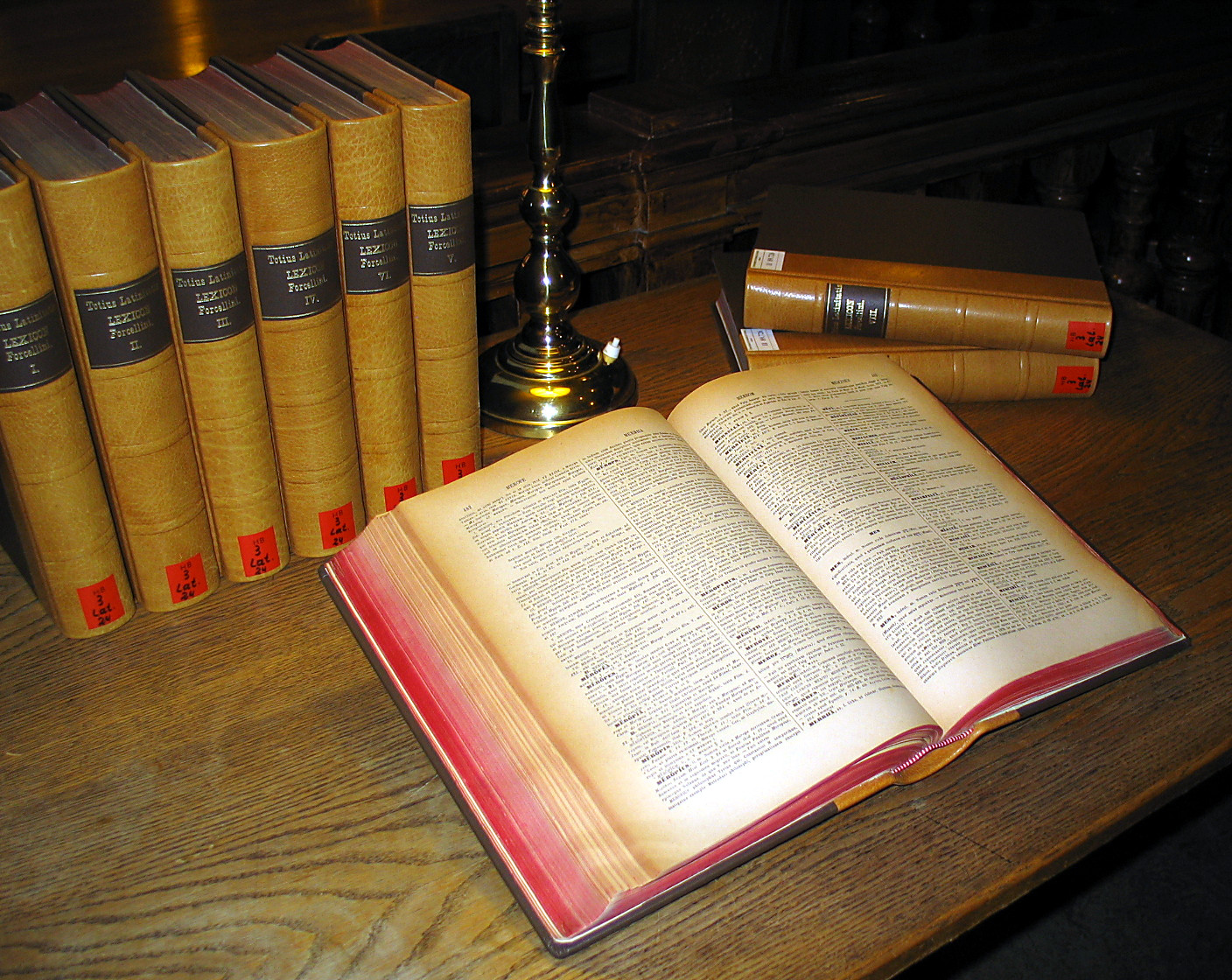
Многотомный словарь латинского языка в университетской библиотеке в Граце

Определить иноязычное слово можно по фонетико-грамматическому оформлению и лексическому значению. Скажем, звук [f] и буква ф не свойственны славянским языкам, и почти все слова в украинском языке, имеющие этот звук и, соответственно, букву, по происхождению являются грецизмами и латинизмами: фізика, фігура, фокус, фея, факт и т. п. Тюркизмы характеризуются наличием нескольких звуков а: сарай, базар, баклажан, байрак, кабан, сазан, чабан, барабан.
Начальный звук и буква а вообще характерны только для иноязычных слов, в частности для арабских (алгебра, алкоголь), латинских (аудиторія, абітурієнт, ангіна), греческих (алфавіт, автор, архів, азот, афоризм, анемія, автономія).
Греческие заимствования можно распознать по наличию буквосочетаний пс, кс (психологія, ксерокс, флексія), корневых частей бібліо-, гео-, біо-, лог-, фон- (бібліотека, геологія, біологія, філолог, фонетика). Такие заимствования являются терминами из различных сфер общественной и научной жизни: демократія, космос, ідея, метод, аналіз, історія, граматика, діалог.
В современном украинском языке много слов французского происхождения, это так называемые галлицизмы: (бульйон, амплуа, пляж, кутюр'є), немецкого (ранг, шнапс, ґрунт, ландшафт), английского (леді, джем, футбол, спонсор, менеджер), голландского (гавань, лоцман, краб, трос), итальянского (піаніно, спагеті, мафія, мадонна), испанского (корида, танго, фієста), польского (пані, ґудзик, мазурка, повидло).
Заимствования из западно- и южнославянских языков можно отличить по отсутствию черт, характерных для восточнославянских языков:
1. Отсутствие полногласия. Для западнославянских языков характерно неполногласие в сочетании с оканьем. Как правило, это полонизмы (броня, промінь). Для южнославянских языков характерно неполногласие в сочетании с аканьем (возникшим вследствие южнославянской метатезы плавных; его следует отличать от белорусского и южнорусского). Как правило, это церковнославянизмы. При этом бывает, что соответствующее восточнославянское слово продолжает существовать, обозначая другое понятие: например, церковнославянское храм и украинское хороми, церковнославянское прах и украинское порох и т. п.
2. Наличие окончаний «-дло», «-тло» при восточнославянском «-ло». «бидло»[1], «простирадло» при украинских соответствиях «билина», «небилиця» и «простирало».
3. Наличие начального «є». «Єдність» при собственно украинском «один».

## Способы проникновения
Различают два способа проникновения в языки заимствованных слов — проникновение устное и письменное (книжное). Первый демонстрирует более радикальное приспособление усвоенного слова в среде, его перенявшей, а иногда даже изменение или искажение в духе так называемой народной этимологии. Круг усваиваемых устно понятий, наряду с культурными, может охватывать примитивно-бытовые, ругательные и т. п. Древнейшая часть заимствованных слов в украинском языке восходит ещё к праславянскому периоду и потому имеет соответствия в других славянских языках. Эти заимствования происходят из готского или диалектов прагерманского языка. Среди заимствований, устно входивших в украинский язык в разное время, были тюркизмы (слова половецкого, татарского и турецкого происхождения или усвоенные через посредство этих языков).
Имеются в украинском языке также значительное количество слов (близких к тюркизмам) арабского и иранского (персидского) происхождения.
Слова, усваиваемые книжно, то есть через литературу, естественно выше как их значением, так и тоном, их сопровождающим, — по присущей им эмоциональной окраске. Обычно эти слова обнаруживают тенденцию становиться интернационализмами и широко распространяться от народа к народу. Важнейшим источником лексических заимствований, связанных с понятиями общеевропейской культуры, науки, государственного управления, права и политики, для украинского языка, как и всех европейских, был и остаётся до сих пор латинский язык. Из западноевропейских языков более позднего периода заимствований больше всего.
Некоторые заимствованные слова употребляются как синонимы собственно украинских слов (лінгвістика — мовознавство, мемуари — спогади, емоції — почуття) и могут отличаться от них сферой применения в определённых формах и стилях речи.